# Crvenice
Crvenice es un pueblo de la municipalidad de Tomislavgrad, en Bosnia y Herzegovina.

## Superficie
Posee una superficie de 21,03 kilómetros cuadrados.

## Demografía
Hasta 2013 la población era de 997 habitantes.